# Protracheoniscus kalymnius
Protracheoniscus kalymnius is een pissebed uit de familie Trachelipodidae. De wetenschappelijke naam van de soort is voor het eerst geldig gepubliceerd in 1995 door Spyros Sfenthourakis.